# Batabano
Batabano é o Carnaval do Caribe realizado nas Ilhas Cayman. É um evento anual realizado em Maio. Há dois desfiles realizados durante este tempo em Grande Caimão: uma para adultos e uma para crianças. Batabano foi lançado pelo Rotary Club em 1984.
A palavra Batabano é a palavra dada para as pegadas deixadas pelo tartarugas quando eles arrastam-se para a praia, para o ninho na areia.

## Relações externas
- Cayman Carnaval Site Oficial